# Florian Bichler
Florian Bichler (* 18. Juli 1991 in München) ist ein ehemaliger deutscher Fußballspieler. Zuletzt hat er bei TSV Steinbach Haiger in der Regionalliga Südwest gespielt.

## Karriere
Florian Bichler wuchs in Großhelfendorf nahe München auf. Dort verbrachte er seine Jugend und spielte auch bis zur E-Jugend im ortsansässigen Verein SV Helfendorf südöstlich von München und wechselte mit 12 Jahren zur SpVgg Unterhaching. Dort durchlief er die weiteren Jugendjahre, bis er im letzten U-19-Jahr zum TSV 1860 Rosenheim ging. Dort wurde der Mittelfeldspieler bereits im ersten Jahr zum Saisonende dreimal in die Bayernliga-Mannschaft hochgeholt und in der Saison 2010/11 fest übernommen. Mit den Rosenheimern wurde er in dem Jahr überlegen Meister und schaffte den Aufstieg in die Regionalliga.
Bichler blieb jedoch nicht bei den Oberbayern, sondern wechselte innerhalb der höheren Liga in die zweite Mannschaft der SpVgg Greuther Fürth. Bei den Franken etablierte er sich im Team und kam im ersten Jahr auf 29 Einsätze. Im Jahr darauf war die Hinrunde nach einem erfolgreichen Beginn nach einem Syndesmosebandriss vorzeitig beendet. In der Saison spielte die erste Mannschaft der Fürther in der Bundesliga, so dass der Oberbayer weit weg vom Profifußball war.
In der Winterpause 2012/13 nutzte Bichler die Gelegenheit zur Rückkehr in die Heimat und schloss sich der Drittligamannschaft seines Jugendvereins SpVgg Unterhaching an. Dort hatte er anfänglich allerdings noch mit Verletzungsproblemen zu kämpfen. Am 13. April 2013 gab er dann sein Profidebüt in den Schlussminuten der Auswärtspartie beim FC Rot-Weiß Erfurt.
Nachdem er in seiner ersten Saison in der 3. Liga nur zu zwei Kurzeinsätzen gekommen war, stand Bichler am 1. Spieltag der Saison 2013/14 in der Startelf der SpVgg beim Auswärtsspiel beim SSV Jahn Regensburg. An den ersten sieben Spieltagen gehörte der Mittelfeldspieler sechsmal zur Anfangself und erzielte dabei vier Tore – unter anderen den Siegtreffer beim 1:0-Sieg bei Hansa Rostock, der den ersten Saisonsieg für Haching bedeutete. In der Winterpause der Saison 2014/15 wechselte Bichler innerhalb der 3. Liga zu Rot-Weiß Erfurt. Nach einem Jahr in Erfurt wechselte er in der Winterpause 2015/16 zum Regionalligisten SV Elversberg. Mit den Elversbergern erreichte er zweimal die Teilnahme an der Aufstiegsrelegation zur 3. Liga, scheiterte dort jedoch jeweils.
Zur Saison 2018/19 wechselte Bichler zu Rot-Weiss Essen. Beim West-Regionalligisten unterschrieb er einen Vertrag bis Sommer 2020.
Im Wintertransferfenster 2019/20 wechselte er zum TSV Steinbach Haiger in die Regionalliga Südwest. Ende März 2021 kündigte er an, seine Fußballerkarriere im Sommer beenden zu wollen, um eine Ausbildung bei der Polizei zu beginnen.

## Erfolge
- Aufstieg in die Regionalliga 2012 mit dem TSV 1860 Rosenheim
- Meister der Regionalliga Südwest 2017 mit der SV Elversberg